# Polycelis felina borellii
Polycelis felina borellii is een platworm (Platyhelminthes) en een ondersoort van Polycelis felina. De worm is tweeslachtig. De ondersoort leeft in zeer vochtige omstandigheden.
De wetenschappelijke naam van het taxon werd, als Polycelis cornuta var. borellii, voor het eerst geldig gepubliceerd in 1921 door Albert Vandel. Het taxon werd door Paul de Beauchamp in 1932 als ondersoort onder Polycelis felina geplaatst, en door Cornelis den Hartog in 1962 tot aparte soort gepromoveerd.
Het taxon is gemeld uit Marokko en het zuidwesten van Europa.